# Ельфвіна
Ельфвіна (*Ælfwynn, д/н — після 918) — королева Мерсії у червні — грудні 918 року.

## Життєпис
Була донькою Етельреда II, короля Мерсії, та Етельфледи з Вессекської династії. Народилася у 887 або 888 році. Про її діяльність та освіту нічого невідомо. Вперше згадано в дарчій грамоті від 903 року. 911 року помер Етельред II й мати Ельфвіни стала королевою Мерсії, самостійність якої було визнано Едвардом, королем Вессексу.
У червні 918 року після смерті матері-королеви стає новою володаркою Мерсії. Втім значна частина знаті була налаштована проти Ельфвіни, оскільки загроза вікінгів Йорвіку ще не зникла. У грудні 918 року її було повалено дядьком Едвардом, королем Вессексу, який приєднав Мерсію до свого королівства.
Ельфвіну відправлено до Вессексу. Про подальшу долю відомо замало. Висловлювалася гіпотеза, що вона була дружиною Етельстана, елдормена Східної Англії. За деякими відомостями була жива у 948 році.